# Municipio de Rush Lake (Minnesota)
El municipio de Rush Lake (en inglés: Rush Lake Township) es un municipio ubicado en el condado de Otter Tail en el estado estadounidense de Minnesota. En el año 2010 tenía una población de 970 habitantes y una densidad poblacional de 10,78 personas por km².

## Geografía
El municipio de Rush Lake se encuentra ubicado en las coordenadas 46°30′2″N 95°35′29″O / 46.50056, -95.59139. Según la Oficina del Censo de los Estados Unidos, el municipio tiene una superficie total de 89.97 km², de la cual 69,04 km² corresponden a tierra firme y (23,27 %) 20,93 km² es agua.

## Demografía
Según el censo de 2010, había 970 personas residiendo en el municipio de Rush Lake. La densidad de población era de 10,78 hab./km². De los 970 habitantes, el municipio de Rush Lake estaba compuesto por el 96,91 % blancos, el 0,1 % eran afroamericanos, el 0,82 % eran amerindios, el 0,31 % eran asiáticos, el 0,52 % eran de otras razas y el 1,34 % eran de una mezcla de razas. Del total de la población el 0,82 % eran hispanos o latinos de cualquier raza.